# Río Godavari
El río Godavari es una de las principales ríos de la India, junto con el Indo y el Ganges. Su longitud aproximada es de 1450 km.
Nace en el templo de Trimbakeshwar, cerca de las ciudades de Nasik y Bombay en el estado de Maharashtra, a unos 380 kilómetros de distancia del mar Arábigo. Fluye en dirección sudeste a través de la zona central de India, cruzando los estados de Telangana y Andhra Pradesh, y desembocando finalmente en la bahía de Bengala.
En Rajahmundry, a unos 80 kilómetros de la costa, el río se divide en dos, formando un delta especialmente fértil. Al igual que otros grandes ríos en India, las orillas del Godavari tienen numerosos puntos de peregrinación siendo Nasik, Triyambak y Badrachalam los principales. Es un río estacional, seco durante el verano y caudaloso durante la época del monzón. Sus aguas suelen ser de color marrón.

## Curso

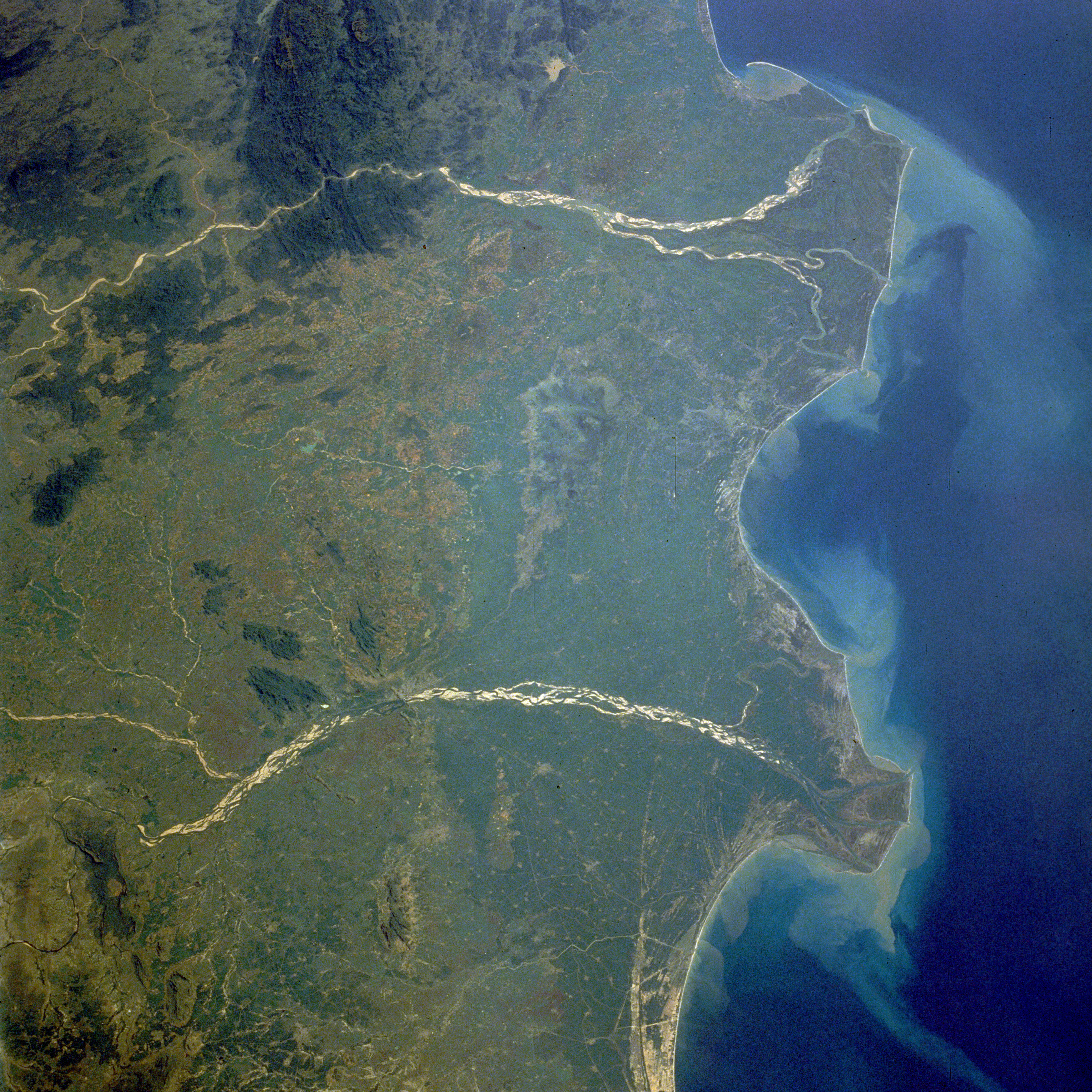
El delta del río Godavari se extiende hacia la bahía de Bengala (río superior en la imagen).

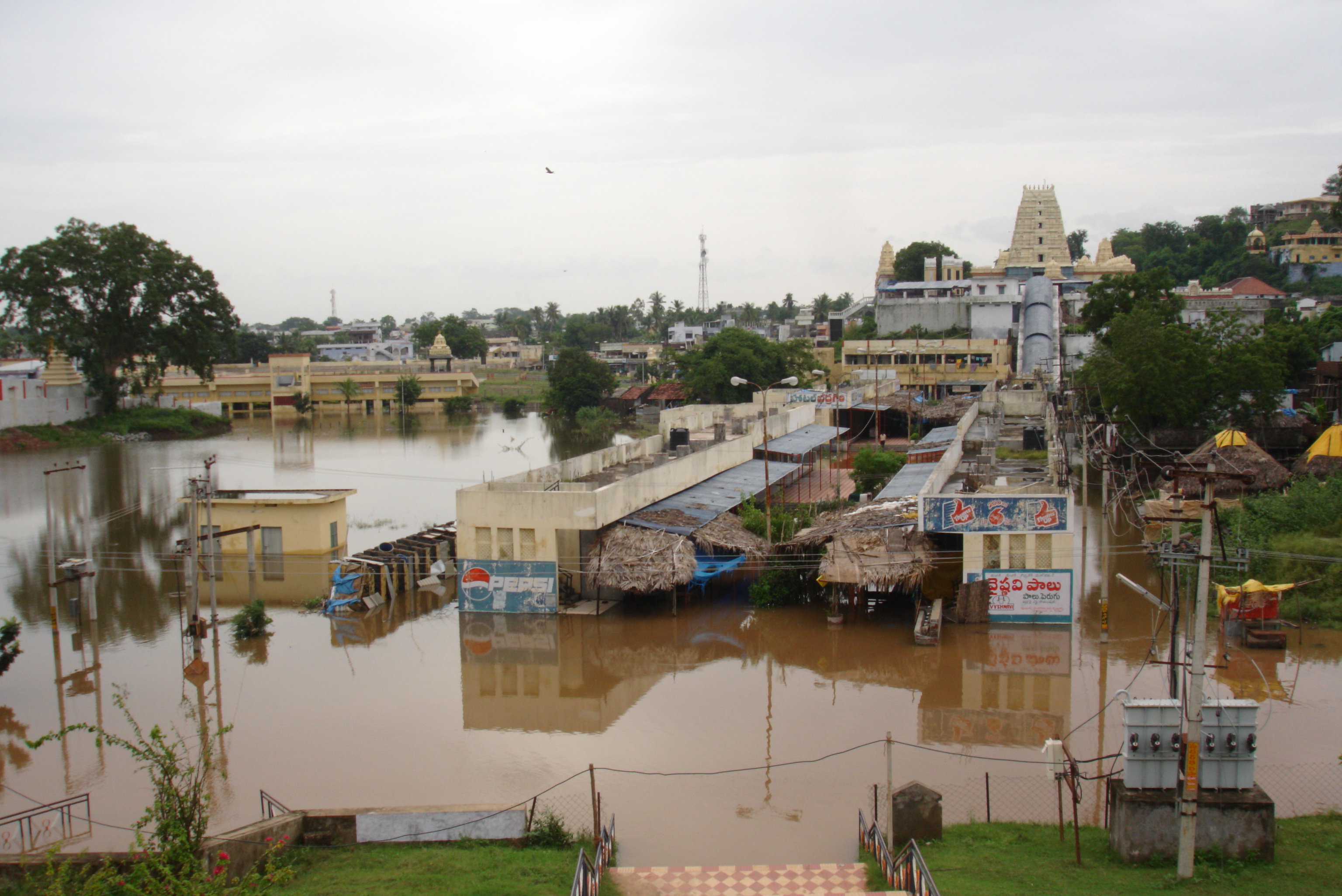
Templo de Bhadrachalam durante las inundaciones de 2005

El Godavari se origina en los Ghats occidentales del centro de la India cerca de Nashik en Maharashtra, a 80 km del Mar Arábigo. Fluye a lo largo de 1.465 km, primero hacia el este a través de la meseta de Deccan y luego gira hacia el sureste, ingresando al distrito de Godavari Occidental y al distrito de Godavari Oriental de Andhra Pradesh, hasta que se divide en dos ramas que se ensanchan en un gran delta del río en Dowleswaram Barrage en Rajahmundry y desembocan en la Bahía de Bengala.
El río Godavari tiene una cuenca que abarca 312,812 km², que es casi una décima parte del área de la India. La cuenca hidrográfica se considera dividida en 3 tramos:
- Superior (fuente a la confluencia con Manjira);
- Medio (entre la confluencia de Manjira y Pranhita);
- Inferior (confluencia de Pranhita con la boca).

Estos juntos representan el 24,2 % del área total de la cuenca. El caudal medio anual de agua aportado por los ríos es de casi 110 000 millones de metros cúbicos. Se está aprovechando casi el 50 % de la disponibilidad de agua. La asignación de agua del río entre los estados ribereños se rige por el Tribunal de Controversias del Agua del Godavari. El río tiene los flujos de inundación más altos en la India y experimentó una inundación registrada de 100 000 m³/s en el año 1986 y una inundación anual de 28 000 m³/s es normal.

### Curso en el estado de Maharashtra
En el estado de Maharashtra, donde se origina, el río tiene un curso extenso, cuya cuenca superior (origen hasta su confluencia con el Manjira) se encuentra completamente dentro del estado, drenando acumulativamente un área de unos 152 199 km² - aproximadamente la mitad del área de Maharashtra. Dentro del distrito de Nashik, el río asume un curso del noreste hasta que desemboca en el embalse de Gangapur creado por una presa del mismo nombre. El embalse junto con la presa Kashypi proporciona agua potable Nashik, una de las ciudades más grandes ubicadas en sus orillas. El río que emerge a través de la presa, a unos 8 km río arriba de Nashik, fluye sobre un lecho rocoso ondulado por una serie de abismos y salientes rocosos, lo que da como resultado la formación de dos cascadas importantes: las cascadas Gangapur y Someshwar. Esta última, ubicada en Someshwar, se conoce más popularmente como la cascada Dudhsagar.
Aproximadamente a 10 km al este de Gangapur, el río pasa por la ciudad de Nashik, donde recoge sus efluentes en forma del río Nasardi en su margen derecha.
Aproximadamente a 0,5 km al sur de Nashik, el río dobla bruscamente hacia el este, lavando la base de un alto acantilado que anteriormente fue el sitio de un fuerte mogol, pero que ahora está siendo erosionado por la acción de las inundaciones. Aproximadamente a 25 km aguas abajo de Nashik se encuentra la confluencia del Godavari y uno de sus afluentes, el Darna. El arroyo ocupa, durante nueve meses al año, un pequeño espacio en un lecho ancho y pedregoso, con orillas grisáceas de 4 a 6 m de altura, rematadas con una capa profunda de tierra negra. Unos kilómetros después de su encuentro con el Darna, el Godavari se desvía hacia el noreste, antes de que el Banganga, desde el noroeste, lo encuentre a la izquierda. El curso de la corriente principal tiende entonces más decididamente al sur. En Nandur-Madhmeshwar, el Kadva, un segundo gran afluente, trae un aumento considerable a las aguas del Godavari. El río comienza su curso sureste característico de los ríos de la meseta de Deccan. El río sale del Niphad Taluka de Nashik y entra en el Kopargaon taluka, distrito de Ahmednagar. Dentro del distrito de Ahmednagar, el río completa rápidamente su curso corto, fluye a lo largo de la ciudad de Kopargaon y llega a Puntamba. Más allá de esto, el río sirve como límite natural entre los siguientes distritos:
- Ahmednagar y Aurangabad: a lo largo del límite aquí, recibe su primer afluente importante el río Pravara, que drena el antiguo distrito. La confluencia se encuentra en Pravarasangam. En virtud de un subafluente de Pravara, Mandohol, que se origina en el distrito de Pune, la cuenca afecta al distrito de Pune. El río en Paithan ha sido incautado por la presa Jayakwadi formando el embalse NathSagar. Kalsubai, ubicado en la cuenca de Godavari, es el pico más alto de Maharashtra.
- Beed y Jalna
- Beed y Parbhani : aquí se encuentra su fusión con Sindphana, un importante afluente que drena un área considerablemente grande dentro de Beed. El río subafluente Bindusara forma un hito en Beed .

Más allá el río cerca del pueblo de Sonpeth, desemboca en Parbhani. En el distrito de Parbhani, el río fluye a través de Gangakhed taluka. Como se mencionó anteriormente, el Godavari también se llama Dakshinganga, por lo que la ciudad se llama Gangakhed (que significa un pueblo en la orilla del Ganges). Según los rituales hindúes, este lugar se considera bastante importante para que después de la muerte la paz fluya las cenizas al río.
Su curso es relativamente poco significativo, excepto por recibir dos corrientes más pequeñas, Indrayani y Masuli, que se fusionan en sus orillas izquierda y derecha, respectivamente. Dentro del último taluka del distrito Parbhani, Purna, el río desemboca en un importante afluente del mismo nombre: Purna.
Luego sale al distrito vecino de Nanded, donde 10 km antes de llegar a la ciudad de Nanded, es confiscado por la presa Vishnupuri y, por lo tanto, con ella, dando vida a los proyectos de riego por elevación más grandes de Asia. Un poco más abajo de Nanded, el río recibe Asna, un pequeño arroyo, en su margen izquierda. Luego se encuentra con el controvertido proyecto Babli que pronto termina su curso dentro de Maharashtra, aunque temporalmente, en su fusión con un importante afluente: Manjira.
El río después de desembocar en Telangana, reaparece para correr como un límite estatal que separa el Mancherial, Telangana de Gadchiroli, Maharashtra. En la frontera del estado, corre entre Sironcha y Somnoor Sangam y recibe un afluente en cada uno de esos puntos nodales: el Pranhita y posteriormente el Indravati.

### Curso en el estado de Telangana

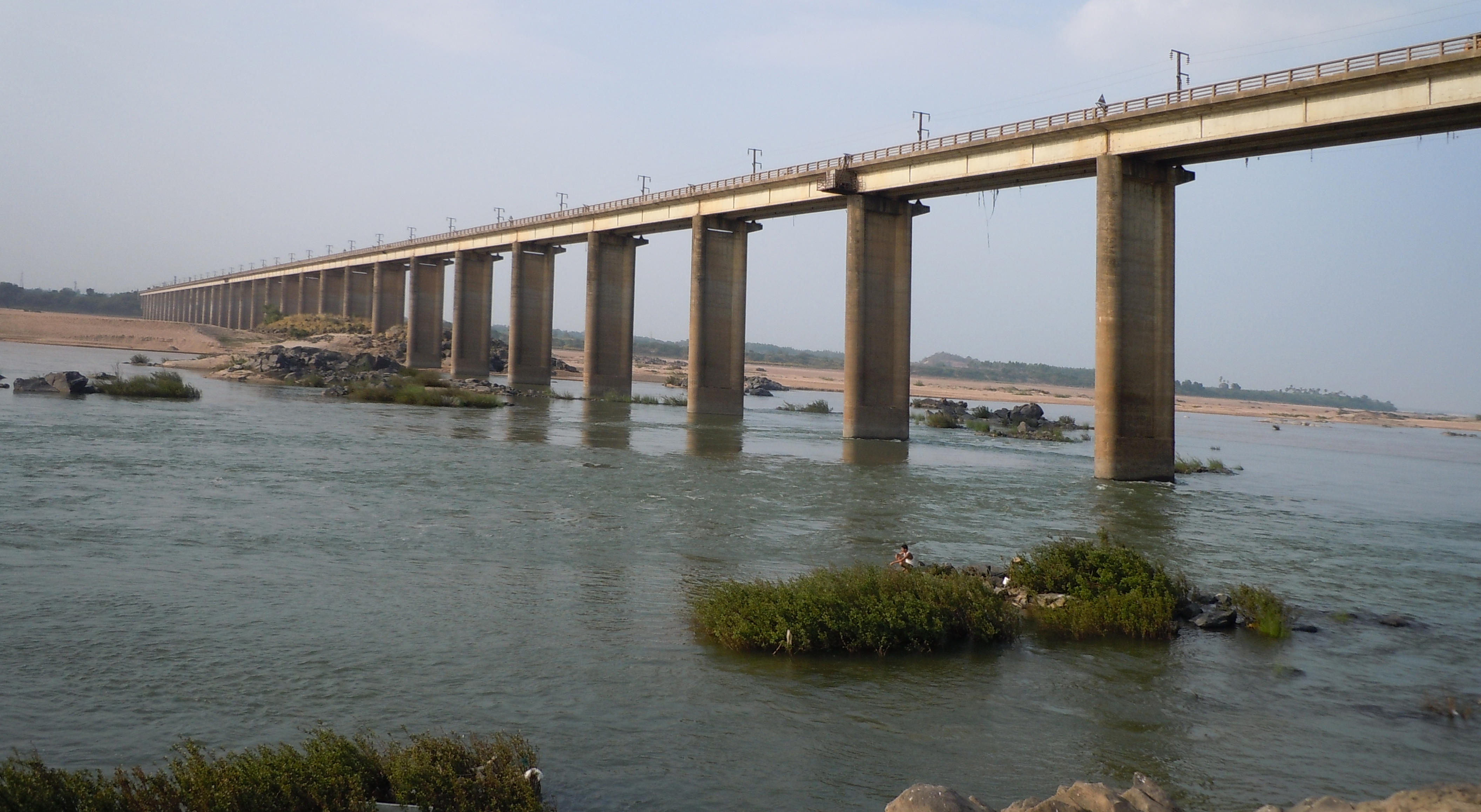
Puente de carretera sobre el río Godavari en Bhadrachalam.

El Godavari entra en Telangana en el distrito de Nizamabad en Kandakurthy, donde los ríos Manjira y Haridra se unen a Godavari y forman Triveni Sangamam. El río fluye a lo largo de la frontera entre los distritos de Nirmal y Mancherial en el norte y los distritos de Nizamabad, Jagitial y Peddapalli al sur. Aproximadamente 12 km después de ingresar a Telangana, se fusiona con las aguas traseras de la presa Sriram Sagar. El río, después de emerger a través de las compuertas de la presa, disfruta de un amplio lecho, que a menudo se divide para encerrar islas arenosas. El río recibe un afluente menor pero significativo río Kadam. Luego emerge en su lado este para actuar como una frontera estatal con Maharashtra solo para luego ingresar al distrito de Bhadradri Kothagudem. En este distrito, el río fluye a través de una importante ciudad de peregrinaje hindú: Bhadrachalam.
El río crece aún más después de recibir un afluente menor, el río Kinnerasani, y sale a Andhra Pradesh.

### Curso en el estado de Andhra Pradesh

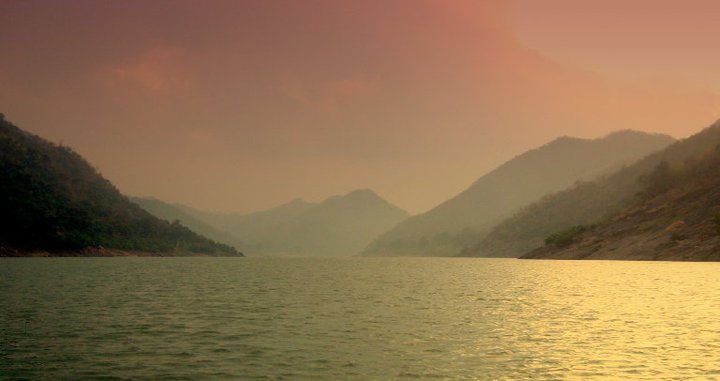
El río Godavari en Papi Hills cerca de Rajamahendravaram en Andhra Pradesh.

Dentro del estado de Andhra Pradesh, fluye a través de un terreno montañoso de los Ghats orientales conocidos como las colinas de Papi, lo que explica el estrechamiento de su lecho a medida que fluye a través de un desfiladero durante unos pocos kilómetros, solo para volver a ensancharse en Polavaram. El nivel más profundo del lecho del río Godavari, ubicado a 36 km aguas arriba de la presa Polavaram, se encuentra a 45 metros por debajo del nivel del mar. Antes de cruzar las colinas de Papi, recibe su último afluente importante, el río Sabari, en su margen izquierda. El río al llegar a las llanuras comienza a ensancharse hasta llegar a Rajahmundry. El Arma Konda (1680 m) es el pico más alto en la cuenca del río Godavari, así como en Ghats orientales.
La presa Dowleswaram Barrage se construyó al otro lado del río en Rajahmundry. En Rajahmundry, el Godavari se divide en dos ramas que se llaman Vriddha Gautami (Gautami Godavari) y Vasishta Godavari. Nuevamente, la rama Gautami se divide en dos ramas, a saber, Gautami y Nilarevu. De manera similar, Vasishta se divide en dos ramas llamadas Vasishta y Vainateya. Estas cuatro ramas que se unen a la Bahía de Bengala en diferentes lugares, están formando un delta de 170 km de longitud a lo largo de la costa de la Bahía de Bengala y se llama región de Konaseema. Este delta junto con el delta del río Krishna se llama el granero de arroz del sur de la India.

## Afluentes
Los principales afluentes de la margen izquierda son los ríos Purna, Pranhita, Indravati y Sabari, que cubren casi el 59,7 % de la cuenca. Los afluentes de la margen derecha, Pravara, Manjira y Manair, contribuyen con el 16,1 % de la cuenca. 
El río Pranhita es el mayor afluente del río Godavari, y cubre aproximadamente el 34 % de su cuenca hidrográfica. Aunque el río propiamente dicho tiene un curso nominal de solo 113 km, gracias a sus extensos afluentes Wardha, Wainganga, Penganga, la subcuenca drena toda la región de Vidharba, así como las laderas meridionales de la cordillera Satpura. El Indravati es el segundo afluente más grande, conocido como la "línea vital" de los distritos de Kalahandi y Nabarangapur de Odisha y del distrito de Bastar de Chhattisgarh. Debido a sus enormes subcuencas, tanto el Indravati como el Pranhita se consideran ríos por derecho propio. El Manjira es el afluente más largo y alberga el embalse de Nizam Sagar. El Purna es un río importante en la región de Marathwada, con escasez de agua, en Maharashtra.
| Tributario    | Ribera    | Localización de la confluencia                               | Altitud de la confluencia (msnm) | Longitud (km) | Área de la subcuenca (km²) |
| Río Pravara   | Derecha   | Pravara Sangam, Nevasa, Ahmednagar, Maharashtra              | 463                              | 208           | 6537                       |
| Purna         | Izquierda | Jambulbet, Parbhani, Marathwada, Maharashtra                 | 358                              | 373           | 15 579                     |
| Río Manjira   | Derecha   | Kandakurthi, Renjal, Nizamabad, Telangana                    | 332                              | 724           | 30 844                     |
| Río Manair    | Derecha   | Arenda, Manthani, Peddapalli, Telangana                      | 115                              | 225           | 13 106                     |
| Río Pranhita  | Izquierda | Kaleshwaram, Mahadevpur, Jayashankar Bhupalpally, Telangana  | 99                               | 113           | 109 078                    |
| Río Indravati | Izquierda | Somnoor Sangam, Sironcha, Gadchiroli, Maharashtra            | 82                               | 535           | 41 655                     |
| Río Sabari    | Izquierda | Kunawaram, distrito de Alluri Sitharama Raju, Andhra Pradesh | 25                               | 418           | 20 427                     |

Además de estos siete afluentes principales, cuenta con muchos otros más pequeños pero importantes que desembocan en él. Las crecidas del río Indravati desbordan el río Jouranala, que forma parte de la cuenca del Sabari. Se construye una presa a través del río Indravati (presa de Jouranala) para desviar sus aguas hacia el río Sabari y así mejorar la generación de energía hidroeléctrica.

## Represas

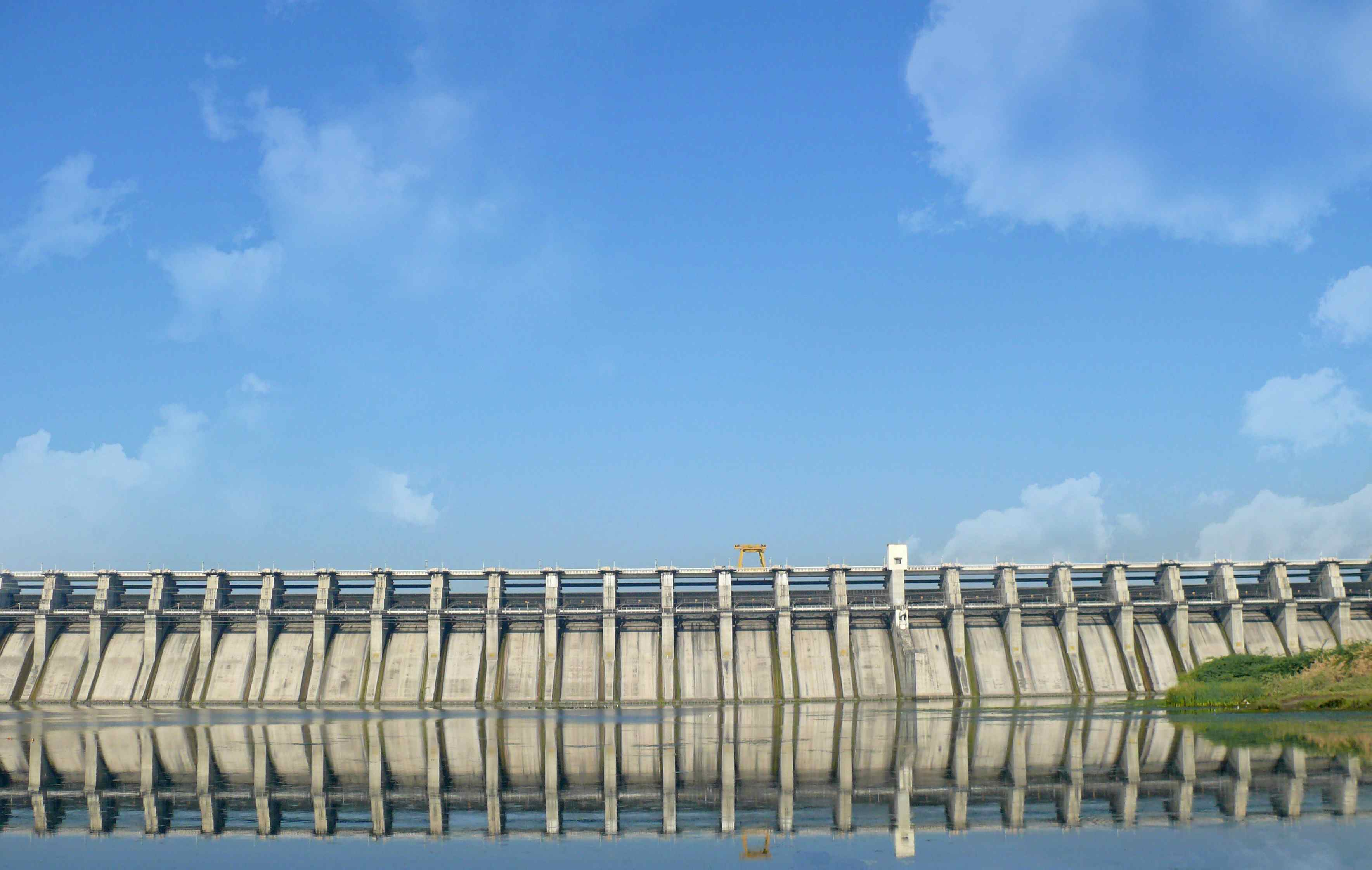
Una vista río arriba de la presa Jayakwadi.

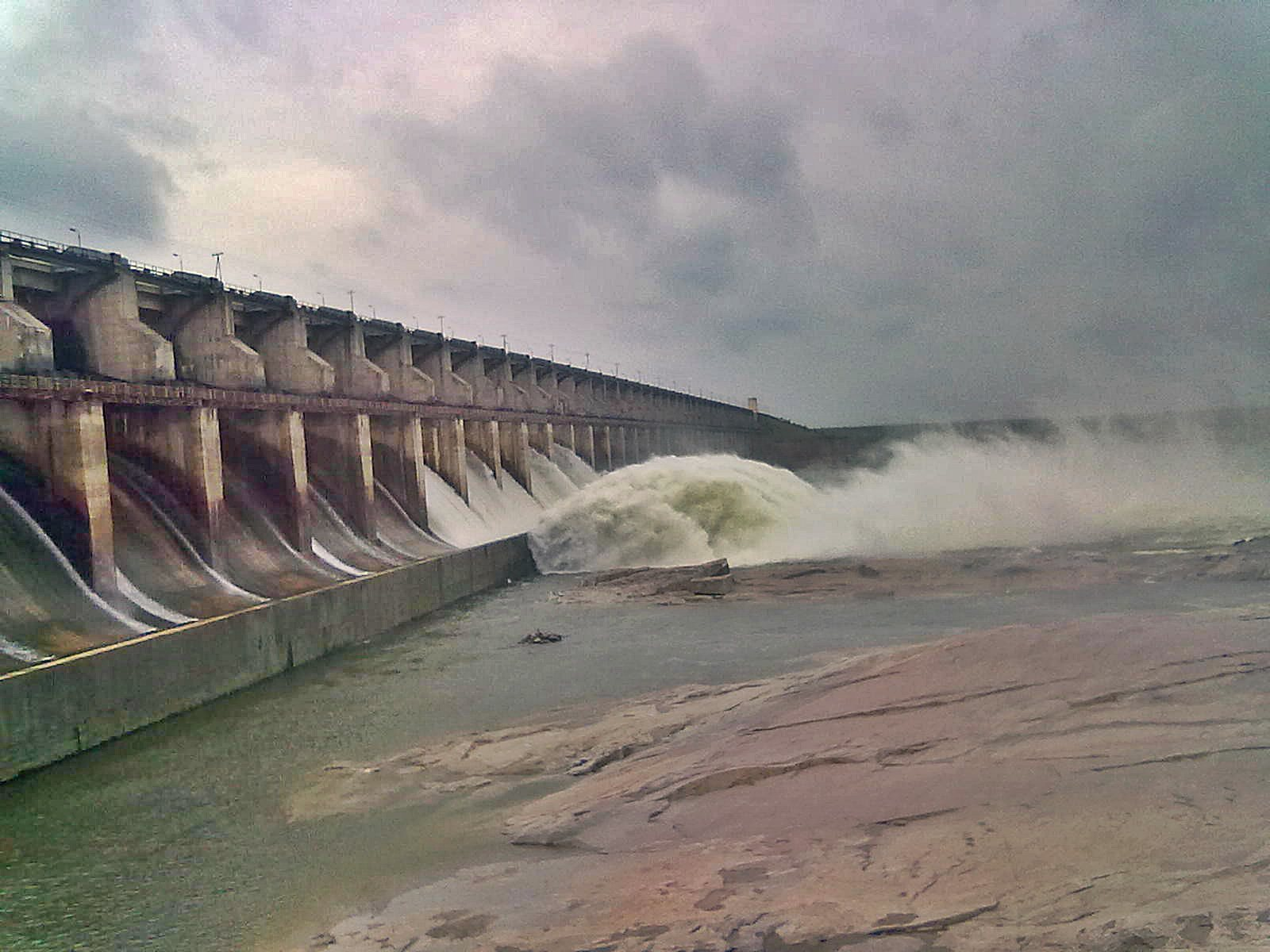
Presa Sriram Sagar.

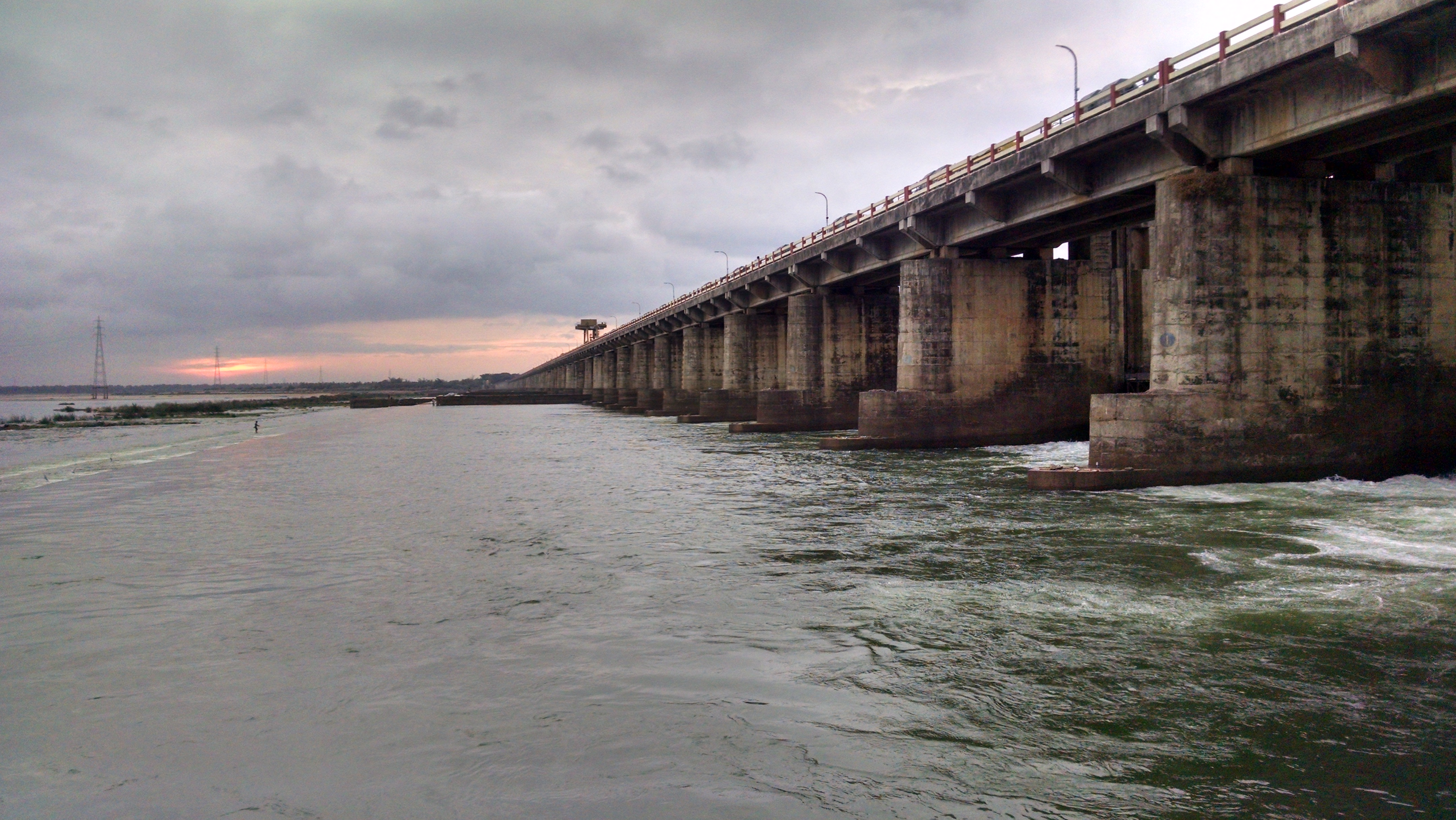
Embalse algodonero Sir Arthur en la ciudad de Rajamahendravaram.

El río principal Godavari hasta la confluencia con el afluente Pranhita está completamente represado para utilizar el agua disponible para el riego. Sin embargo, sus principales afluentes Pranhita, Indravati y Sabari, que se unen en los tramos inferiores de la cuenca, transportan tres veces más agua en comparación con el principal Godavari. En 2015, el excedente de agua del río Godavari está vinculado al déficit de agua del río Krishna al encargar el canal de la margen derecha de Polavaram con la ayuda del sistema de elevación Pattiseema para aumentar la disponibilidad de agua en la presa de Prakasam ubicada en Andhra Pradesh. Se construyen más represas en la cuenca del río Godavari que en cualquier otra cuenca fluvial de la India.  Las siguientes son las pocas presas ubicadas en la cuenca del río:
- Presa Gangapur: Se trata de una presa de relleno de tierra grande con un almacenamiento bruto de agua de 215,88 millones de metros cúbicos,[16] y ubicada a 10 km río arriba de la ciudad de Nashik. El embalse conocido como Gangapur Bandh Sagar proporciona agua potable a la ciudad de Nashik y también suministra agua a la central térmica situada aguas abajo en Eklahare .
- Presa Jayakwadi: ubicada cerca de Paithan, es una de las presas de tierra más grandes de la India. Esta presa fue construida para abordar el problema dual de las inundaciones a lo largo de las orillas, durante los meses de monzón, y el de la sequía, el resto del año, en la región de Marathwada. Dos canales 'izquierda' y 'derecha' proporcionan el riego a tierras fértiles hasta el distrito de Nanded. Esta presa ha contribuido al desarrollo industrial de Aurangabad y Jalna, Maharashtra.[17] La presa de Majalgaon también se construyó en la etapa 2 de Jayakwadi para ampliar aún más el potencial de riego en los distritos de Parbhani , Nanded y Beed..
- Presa de Vishnupuri: El proyecto de riego por elevación más grande de Asia, el Vishnupuri Prakalp[18] se ha construido en el río a una distancia de 5 km de la ciudad de Nanded.
- La presa de Ghatghar se construyó para la generación de energía hidroeléctrica al desviar el agua del afluente de Pravara fuera de la cuenca del río Godavari hacia un río que fluye hacia el oeste que se une al mar Arábigo.
- El embalse superior de Vaitarna se construyó a lo largo del río Vaitarna que fluye hacia el oeste y se fusiona con una parte del área de captación del río Godavari. El agua de Godavari incautada en este depósito se desvía fuera de la cuenca del río para el suministro de agua potable de la ciudad de Mumbai después de generar energía hidroeléctrica.
- Presa Sriram Sagar: este es otro proyecto multipropósito en el río Godavari en las fronteras de Adilabad y el distrito de Nizamabad. Está cerca de la ciudad de Pochampad, a 60 km de Nizamabad. Ha sido descrito por The Hindu como "un salvavidas para una gran parte de Telangana ".[19] Sirve para las necesidades de riego en los distritos de Karimnagar, Warangal, Adilabad, Nalgonda y Khammam y también genera energía.
- Sir Arthur Cotton Barrage fue construido por Sir Arthur Cotton en 1852. Se dañó en las inundaciones de 1987, y poco después se reconstruyó como un camino aluvial y recibió su nombre. La carretera conecta Rajahmundry en East Godavari y Vijjeswaram en West Godavari. Los canales de riego de este aluvión también forman parte del Canal Nacional 4.

## Importancia religiosa

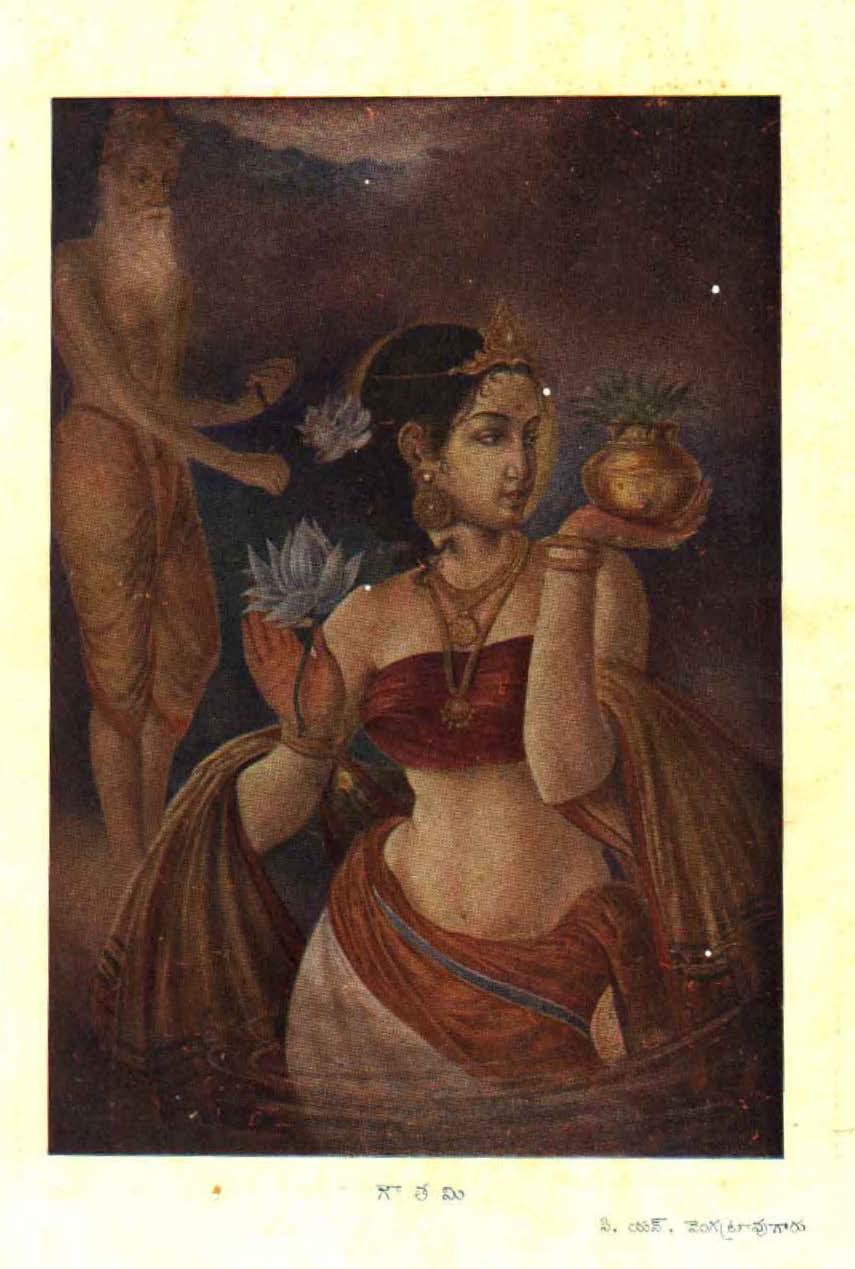
Gautami personificada con Gautama.

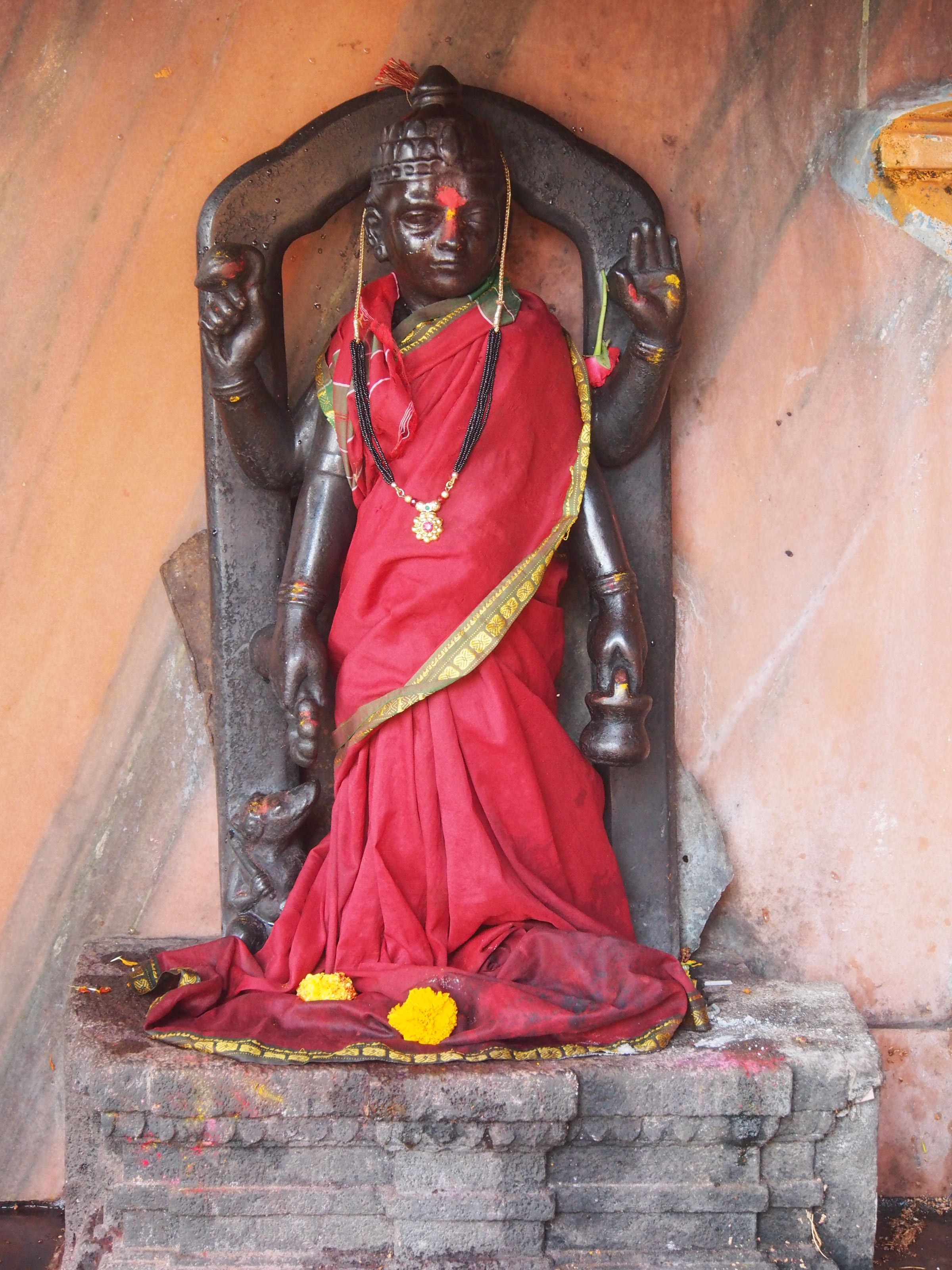
Estatua de Godavari en Gangadwar, adorada como origen del río Godavari, Triambak

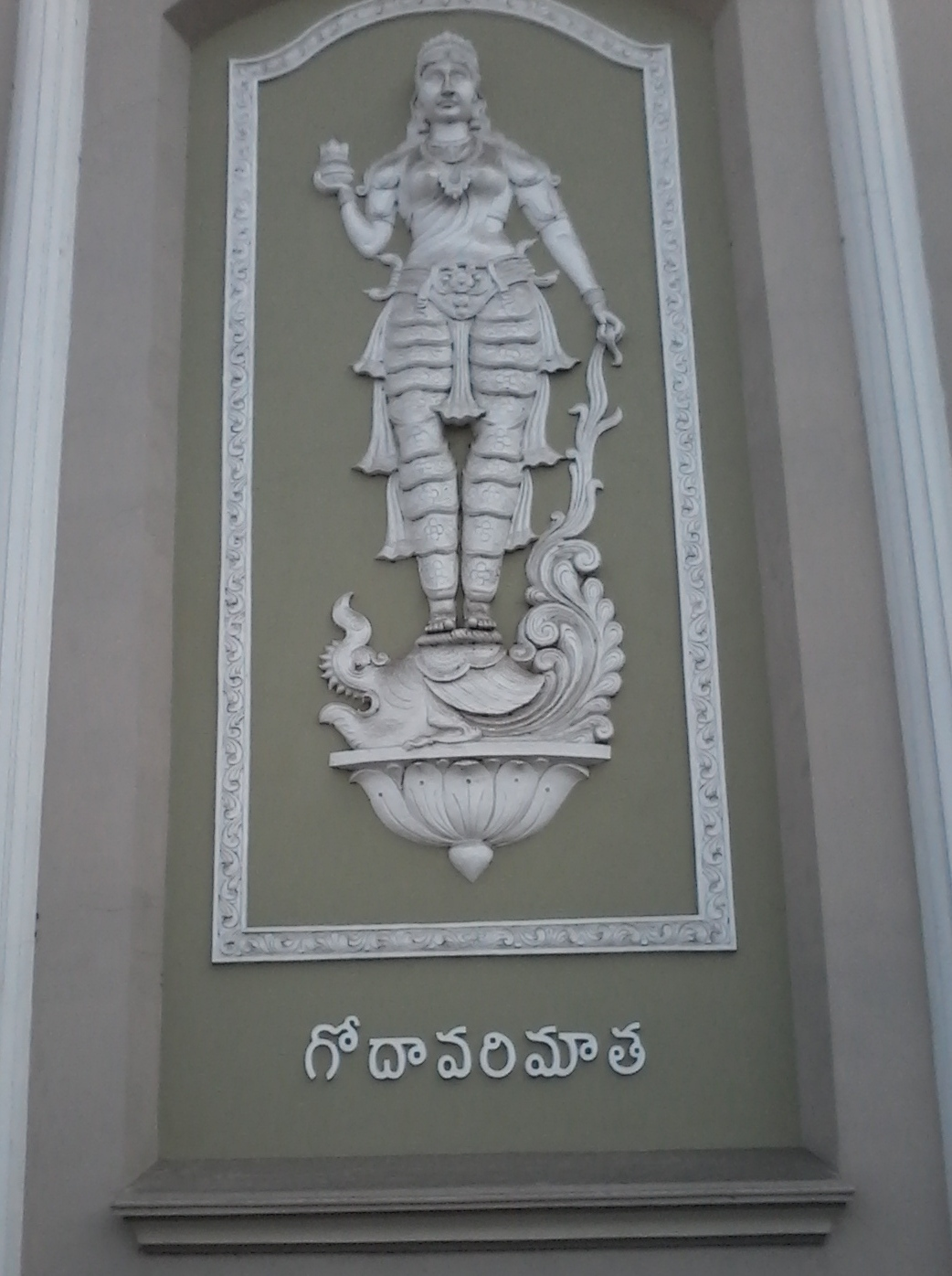
Diosa godavari

El río es sagrado para los hindúes siendo uno de los siete ríos sagrados de la India, tiene varios lugares en sus orillas, que han sido lugares de peregrinaje durante miles de años. Entre el gran número de personas que se han bañado en sus aguas como un rito de limpieza, se dice que estuvo la deidad Baladeva hace 5000 años y el santo Chaitanya Mahaprabhu hace 500 años. Cada doce años, la feria Pushkaram se lleva a cabo a orillas del río.
Escultura que representa la leyenda de govu vatsa y gowthama sobre el nacimiento del río Godavari
Cuenta una leyenda que el sabio Gautama vivía en las colinas de Brahmagiri en Tryambakeshwar con su esposa Ahalya. La pareja vivió el resto de sus vidas en el pueblo entonces llamado Govuru, ahora conocido como Kovvur ("vaca") desde el dominio británico. Ahalya vivía en un lugar cercano llamado Thagami (ahora Thogummi). El sabio, como una razón para la práctica de annadanam ("regalar comida" a los necesitados), comenzó a cultivar arroz y otros cultivos. Una vez, el dios Ganesha, por deseo de los munis, envió una vaca milagrosa maaya-dhenu, que se parecía a una vaca normal. Entró en la morada del sabio y comenzó a estropear el arroz mientras meditaba. Dado que el ganado es sagrado para los hindúes y siempre debe ser tratado con respeto, puso la hierba dharbha sobre la vaca. Pero, para su sorpresa, cayó muerto. Al ver lo que sucedió ante sus ojos, los munis y sus esposas gritaron: "¡Pensamos que Gautama-maharishi es un hombre justo, pero cometió un bovicidio (matar una vaca o un ganado)!". El sabio deseaba expiar este grave pecado. Por lo tanto, fue a Nashik y observó tapas a Lord Tryambakeshwara (una manifestación del dios Shiva), siguiendo el consejo de los munis, rezando por la expiación y pidiéndole que hiciera al Ganges fluir sobre la vaca. Shiva complacido con el sabio y desvió el Ganges que lavó a la vaca y dio lugar al río Godavari en Nashik. La corriente de agua fluyó más allá de Kovvur y finalmente se fusionó con la Bahía de Bengala.